# シング・心・ジャディブ
シング・心・ジャディブ（Singh "Heart" Jaideep、1987年8月21日 - ）は、インドの男性キックボクサー、総合格闘家。パンジャーブ出身。日本東京都在住。フリーランス。元DEEPメガトン級王者。元J-NETWORKヘビー級王者。
両親ともインド人でありインドに生まれたが、3歳で両親とともに日本に移住した。K-1参戦時点ではVTRで「ずっと足立区」と足立区育ちであると語っていた。
名前の“心”は「ハート」と読む。

## ファイトスタイル
195cmの長身と長い手足を持つ。その体格を生かした膝蹴りが最大の武器である。また、ロングフックも得意とする。

## 来歴
2006年1月22日、第88回新空手道交流大会・K-2トーナメント重量級に出場。決勝で新野秀和に勝利し、優勝を果たした。
2006年5月4日、第17回全日本新空手道選手権大会・K-2トーナメント重量級に出場し、3位となった。
2006年12月8日、プロデビュー戦となった全日本キックボクシング連盟「藤原祭り 2006」で谷川紀勝と対戦し、KO勝ちを収めた。

### J-NETWORK王座獲得
2008年4月11日に東京の後楽園ホールで行われたJ-NETWORK「Let's Kick with J the 2nd」のJ-NETWORKヘビー級タイトルマッチで、ファビアーノ・サイクロン（王者/ ブラジル）と対戦。5R判定3-0で勝利し新王者になった。点差は1点から2点と僅差であり、ジャディブが5Rに右アッパーで奪ったダウンが決定打となった。
2008年11月30日にR.I.S.E.主催の「R.I.S.E. 51」に参戦し、ファビアーノ・サイクロンと3度目の対戦。3R終了時の判定では決着が付かず延長Rに突入。序盤にラッシュを仕掛けられ判定負け。
2009年3月28日、K-1 WORLD GP 2009 IN YOKOHAMAの第2代K-1ヘビー級王者決定トーナメント・リザーブファイトで前田慶次郎と対戦予定であったが、トーナメント出場予定であったハリッド"ディ・ファウスト"の欠場により、前田が本戦出場となり、ジャディブの出場はなくなった。
2009年5月6日に東京の後楽園ホールで行われた「GET REAL in J-WORLD 2nd」のJ-NETWORKヘビー級タイトルマッチでKOICHI（挑戦者/J-NETWORK同級3位、M-1同級王者）と対戦。2R終盤に右フックでKOICHIからダウンを奪うが、3Rに左フックでダウンを奪われてしまう。その後、4R序盤にKOICHIからダウンを奪い返し、5R3-0の判定勝ちを収めて初防衛に成功した。

### K-1出場
2009年8月2日に韓国のソウル市にあるジャンチュン体育館で行われた「K-1 WORLD GP 2009 IN SEOUL -ASIA GP-」に出場。1回戦でパク・ヨンス（ 韓国）と対戦し、2Rに右フックでKO勝ちを収めた。準決勝でソン・ミンホ（ 韓国）と対戦し、ローキックで1Rに2度どダウンを奪いKOで下すと、決勝戦で金泰泳（ 日本）と対戦。3R判定0-3で勝利し、優勝した。そしてWORLD GPへの出場権を獲得した。
2009年9月26日、K-1 WORLD GP 2009 IN SEOUL FINAL16にて極真空手世界王者エヴェルトン・テイシェイラと対戦。膝蹴りを何発もヒットさせ、有利な状況であったのにもかかわらず本戦ドローで延長へ。延長でも膝蹴りを当てティシェイラをぐらつかせるが、またも不可解な判定で再延長まで縺れ込み判定負け。
2010年2月6日、グラップリングルール初挑戦となったDEEP X 05で関根秀樹と対戦し、1-27でポイント負け。
2010年4月3日、K-1 WORLD GP 2010 IN YOKOHAMAでグーカン・サキと対戦し、0-3の判定負け。得意とする膝蹴りをヒットさせることをできずに終わった。
2010年8月22日、J-NETWORKヘビー級タイトルマッチでプリンス・アリと対戦し、膝蹴りでKO勝ちを収め2度目の王座防衛に成功した。
2010年12月11日、セルゲイ・ハリトーノフと対戦。膝蹴りからのフックでダウンを奪いTKO勝ち。

### RIZIN参戦
2015年12月31日、RIZIN FIGHTING WORLD GRAND-PRIX 2015 さいたま3DAYSでエメリヤーエンコ・ヒョードルと対戦し、マウントパンチでギブアップしTKO負けを喫した。

## 戦績

### 総合格闘技
| 総合格闘技 戦績 | 総合格闘技 戦績 | 総合格闘技 戦績 | 総合格闘技 戦績 | 総合格闘技 戦績 | 総合格闘技 戦績 | 総合格闘技 戦績 |
| --------------- | --------------- | --------------- | --------------- | --------------- | --------------- | --------------- |
| 5 試合          | (T)KO           | 一本            | 判定            | その他          | 引き分け        | 無効試合        |
| 2 勝            | 2               | 0               | 0               | 0               | 0               | 0               |
| 3 敗            | 1               | 0               | 2               | 0               | 0               | 0               |

| 勝敗 | 対戦相手                     | 試合結果                       | 大会名                                                 | 開催年月日     |
| ×    | ロッキー・マルティネス       | 5分3R終了 判定0-5              | DEEP CAGE IMPACT 2017 【DEEPメガトン級タイトルマッチ】 | 2017年7月15日  |
| ×    | テオドラス・オークストリス   | 3R（10分/5分/5分）終了 判定0-3 | RIZIN.1                                                | 2016年4月17日  |
| ×    | エメリヤーエンコ・ヒョードル | 1R 3:02 TKO（マウントパンチ）  | RIZIN FIGHTING WORLD GRAND-PRIX 2015 さいたま3DAYS     | 2015年12月31日 |
| ○    | カルロス・トヨタ             | 2R終了時 TKO（タオル投入）     | DEEP 73 IMPACT 【DEEPメガトン級王者決定戦】            | 2015年10月17日 |
| ○    | アリレザ・タヴァク           | 1R 4:24 TKO（肘打ち）          | Super Fight League 19                                  | 2013年6月7日   |

### キックボクシング
| キックボクシング 戦績 | キックボクシング 戦績 | キックボクシング 戦績 | キックボクシング 戦績 | キックボクシング 戦績 | キックボクシング 戦績 | キックボクシング 戦績 |
| --------------------- | --------------------- | --------------------- | --------------------- | --------------------- | --------------------- | --------------------- |
| 50 試合               | (T)KO                 | 判定                  | その他                | 引き分け              | 無効試合              |                       |
| 40 勝                 | 12                    |                       |                       | 0                     | 1                     |                       |
| 10 敗                 | 1                     |                       |                       | 0                     | 1                     |                       |

| 勝敗 | 対戦相手                   | 試合結果                        | 大会名                                                                                        | 開催年月日     |
| ○    | 上原誠                     | 1R 0:38 KO（左ストレート）      | RISE85 【RISE HEAVY WEIGHT TOURNAMENT 2011決勝戦】                                            | 2011年11月23日 |
| ○    | 羅王丸                     | 1R 0:38 KO（左ストレート）      | RISE85 【RISE HEAVY WEIGHT TOURNAMENT 2011準決勝】                                            | 2011年11月23日 |
| ○    | 天田ヒロミ                 | 2R 2:59 TKO（ドクターストップ） | RISE85 【RISE HEAVY WEIGHT TOURNAMENT 2011一回戦】                                            | 2011年11月23日 |
| ○    | 高萩ツトム                 | 1R 2:15 KO（左飛び膝蹴り）      | RISE83                                                                                        | 2011年9月23日  |
| ○    | セルゲイ・ハリトーノフ     | 1R 2:58 KO（右フック）          | K-1 WORLD GP 2010 FINAL 【スーパーファイト】                                                  | 2010年12月11日 |
| ○    | プリンス・アリ             | 2R 1:08 KO（膝蹴り）            | J-NETWORK「FORCE for the TRUTH of J 4th」 【J-NETWORKヘビー級タイトルマッチ】                 | 2010年8月22日  |
| ×    | グーカン・サキ             | 3R終了 判定0-3                  | K-1 WORLD GP 2010 IN YOKOHAMA                                                                 | 2010年4月3日   |
| ○    | 上原誠                     | 2R 1:36 KO（右フック）          | K-1 WORLD GP 2009 FINAL 【オープニングファイト】                                              | 2009年12月5日  |
| ×    | エヴェルトン・テイシェイラ | 延長2R終了 判定0-3              | K-1 WORLD GP 2009 IN SEOUL FINAL16 【1回戦】                                                  | 2009年9月26日  |
| ○    | 金泰泳                     | 3R終了 判定3-0                  | K-1 WORLD GP 2009 IN SEOUL -ASIA GP- 【K-1 ASIA GP 2009 決勝】                                | 2009年8月2日   |
| ○    | ソン・ミンホ               | 1R 2:45 KO（右ローキック）      | K-1 WORLD GP 2009 IN SEOUL -ASIA GP- 【K-1 ASIA GP 2009 準決勝】                              | 2009年8月2日   |
| ○    | パク・ヨンス               | 2R 1:35 KO（右フック）          | K-1 WORLD GP 2009 IN SEOUL -ASIA GP- 【K-1 ASIA GP 2009 1回戦】                               | 2009年8月2日   |
| ○    | KOICHI                     | 5R終了 判定3-0                  | J-NETWORK「GET REAL in J-WORLD 2nd」 【J-NETWORKヘビー級タイトルマッチ】                      | 2009年5月6日   |
| ×    | ファビアーノ・サイクロン   | 延長R終了 判定0-3               | R.I.S.E. 51                                                                                   | 2008年11月30日 |
| ○    | 嚴士鎔                     | 3R 0:22 TKO（カット）           | TITANS NEOS IV                                                                                | 2008年9月15日  |
| ○    | ファビアーノ・サイクロン   | 5R終了 判定3-0                  | J-NETWORK「Let's Kick with J the 2nd」 【J-NETWORKヘビー級タイトルマッチ】                    | 2008年4月11日  |
| ○    | プリンス・アリ             | 2R 2:05 KO（右膝蹴り）          | J-NETWORK「Let's Kick with J 1st」 【J-NETWORKヘビー級王座次期挑戦者決定トーナメント 決勝】   | 2008年2月29日  |
| ○    | 高萩ツトム                 | 1R 1:17 KO（右フック）          | J-NETWORK「Let's Kick with J 1st」 【J-NETWORKヘビー級王座次期挑戦者決定トーナメント 準決勝】 | 2008年2月29日  |
| ×    | ファビアーノ・サイクロン   | 1R 2:45 KO（右フック）          | R.I.S.E. DEAD OR ALIVE TOURNAMENT '07                                                         | 2007年12月16日 |
| ○    | 森口竜                     | 3R終了 判定3-0                  | R.I.S.E.-α- "THE FACE"                                                                        | 2007年8月26日  |
| ○    | 悠羽輝                     | 3R終了 判定3-0                  | 全日本キックボクシング連盟「CUB☆KICK'S-7」                                                    | 2007年6月10日  |
| ○    | 谷川紀勝                   | 1R 1:48 KO                      | 全日本キックボクシング連盟「藤原祭り 2006」                                                   | 2006年12月8日  |

### グラップリング
| 勝敗 | 対戦相手 | 試合結果               | 大会名    | 開催年月日   |
| ×    | 関根秀樹 | 4分2R終了 ポイント1-27 | DEEP X 05 | 2010年2月6日 |

## 獲得タイトル
- 第5代J-NETWORKヘビー級王座（2008年）
- K-1 WORLD GP 2009 ASIA GP 優勝（2009年）
- RISEヘビー級トーナメント2011 優勝（2011年）
- 第5代DEEPメガトン級王座（2015年）